# Paul Norrby
Paul Isak Norrby, född 19 december 1917 i Hemse, Gotlands län, död där 3 oktober 1999, var en svensk hembygdsforskare, författare och rektor på Hemse folkhögskola (numera Gotlands folkhögskola).

## Biografi
Norrby var son till handlare Jac Norrby och Elin Johansson. Han tog studentexamen på Hermods 1942 och avlade fil lic i Lund 1964. Norrby var ämneslärare vid Gotlands läns folkhögskola i Hemse 1945 och var rektor där från 1961. Han var ordförande i Gotlands folkbildningsförbund, Lojsta slotts hembygdsförening, styrelseledamot vid Gotlands hembygdsförbund, riksantikvarisk ombudsman i Hemse kommun. Norrby var ordförande i kyrkofullmäktige, ledamot i kommunfullmäktige, ordförande i nykterhetsnämnd. Han var också medlem av Rotary.
Han gifte sig 1945 med Gudrun Ahlsten (1920–1982), dotter till lantbrukaren Hugo Ahlsten och Ester Hallander samt brorsdotter till Johan Ahlsten. De fick barnen Peter (född 1946) och Gunilla (född 1948).
Paul Norrby är begravd på Hemse kyrkogård.

## Artiklar
- Hvarken dryckenskap eller otukt (i De hundra kyrkornas ö, 1976).
- David Ahlqvist 80 år (Gotlands Hembygdsförbund 1980: 7-9)
- Häusating på Lojsta Slott (Gotlands Hembygdsförbund 1983: 119-120)
- Gotlands hembygdsförbund 50 år V 1986: 9-15)
- Strabain i Pukereise (Gotlands Hembygdsförbund 1987: 40-53)
- David Ahlqvist - och Gotland i bild (Gotlands Hembygdsförbund 1989: 62-76)
- En 150-årig visbok från Linde (Gotlands Hembygdsförbund 1991: 119-128)
- Sommaren 1921 vid Rosarve i Havdhem (Gotlands Hembygdsförbund 1993: 155-163)
- Lojsta Slotts hembygdsförening 75 år (Gotlands Hembygdsförbund)